# Salsola tuberculatiformis
Salsola tuberculatiformis là loài thực vật có hoa thuộc họ Dền. Loài này được Botsch. miêu tả khoa học đầu tiên năm.